# Conrail

Conrail-Logo der 1970er und 1980er Jahre

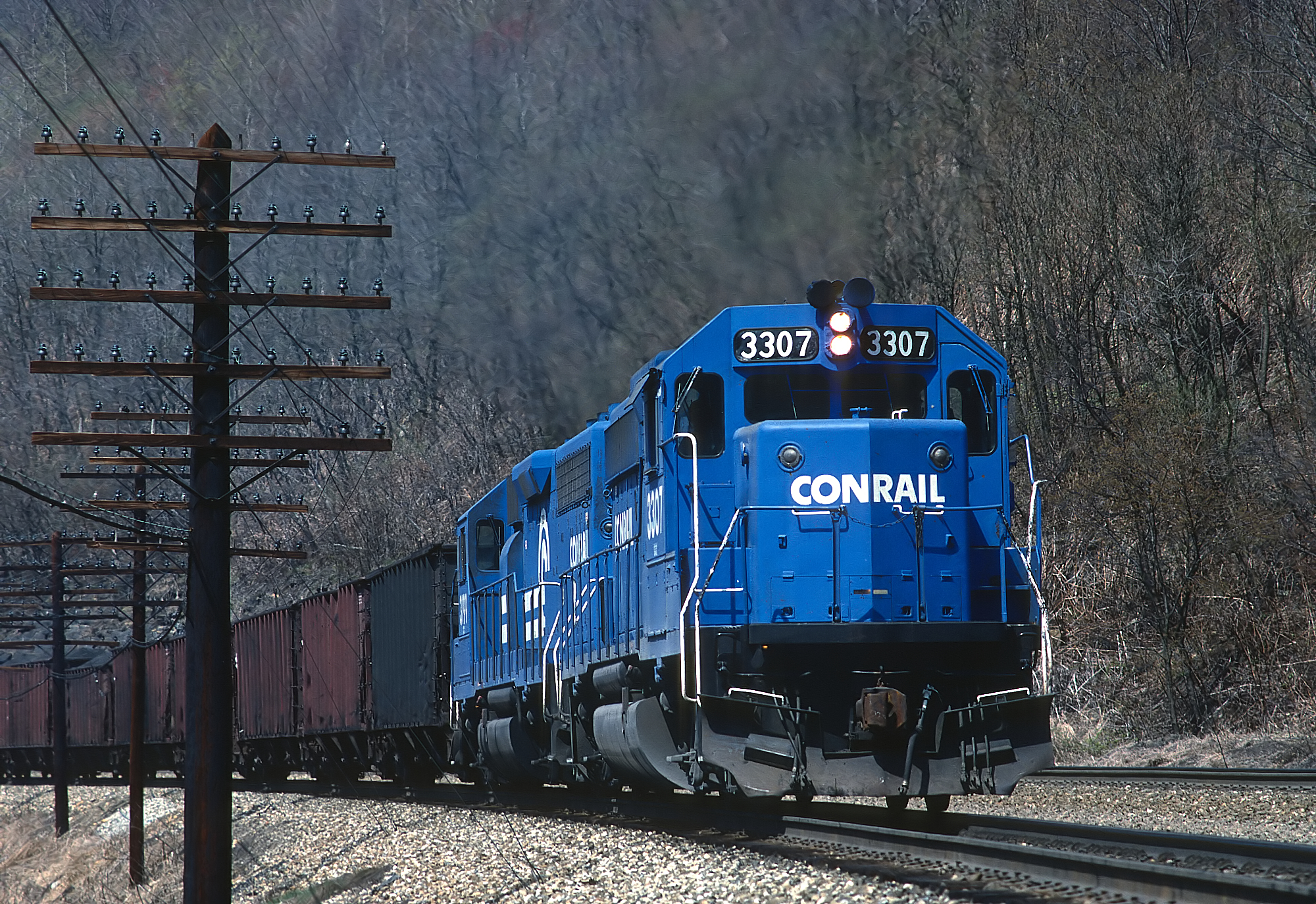
Lokomotiven der Conrail mit Zug in South Fork (1988)

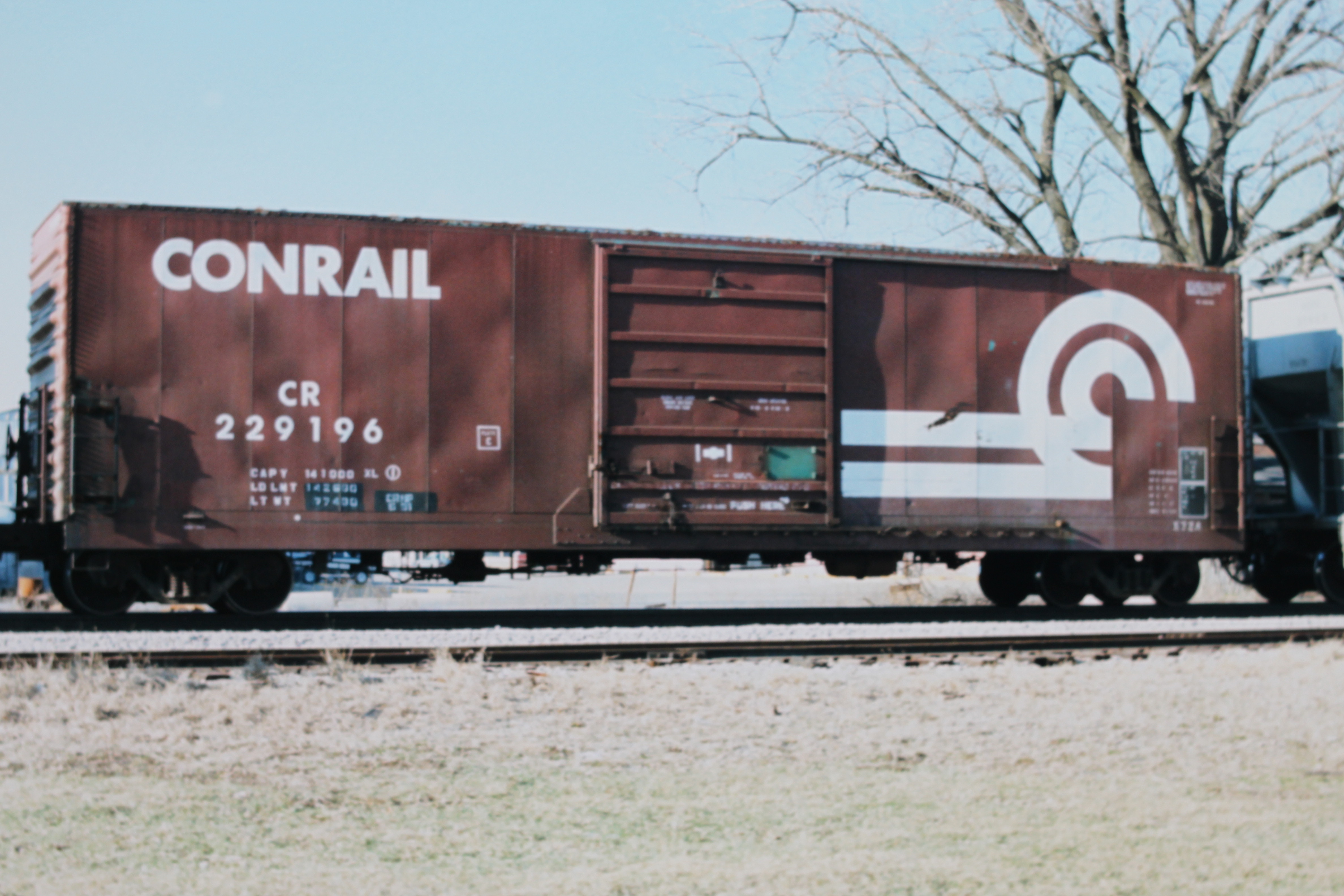
Gedeckter Güterwagen mit Conrail-Anschriften (1987)

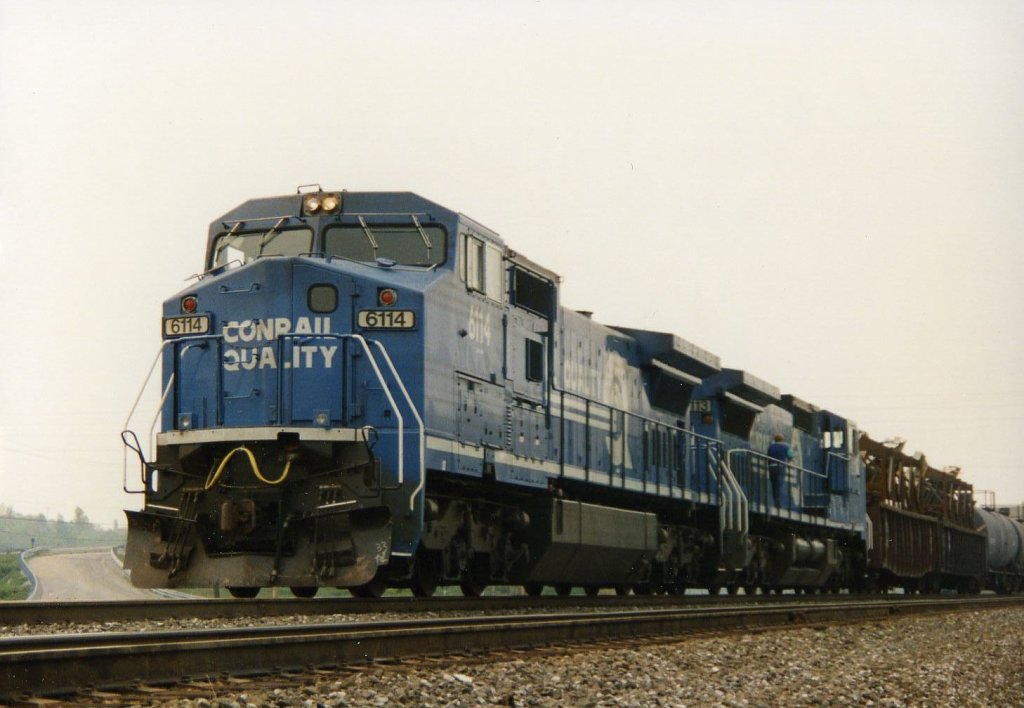
Lokomotiven mit dem in den 1990er Jahren geführten „Conrail Quality“-Logo bei Altoona (1993)

Conrail ist der Kurzname einer US-amerikanischen Eisenbahngesellschaft. Die Consolidated Rail Corporation wurde Mitte der 1970er Jahre gegründet, um den Fortbestand der Eisenbahn im Nordosten und Mittelwesten zu sichern. Sie war privatrechtlich organisiert und zu 85 Prozent im öffentlichen Eigentum der Vereinigten Staaten. Nach Privatisierung in den 1980er Jahren und Verkauf in den 1990er Jahren ist sie im 21. Jahrhundert die kleinere Nachfolgegesellschaft Conrail Shared Assets.
Die Consolidated Rail Corporation war von 1976 bis 1999 eine Class-1-Gesellschaft gemäß dem Klassifizierungssystem amerikanischer Eisenbahnen. Sie trug den Haltercode CR. Das Unternehmen wurde 1974 in Philadelphia eingetragen, 1975 wurden die Planungen der von der Regierung der Vereinigten Staaten eingesetzten United States Railway Association für das zukünftige Eisenbahnnetz veröffentlicht, 1976 wurde die gesetzliche Grundlage geschaffen und der Geschäftsbetrieb aufgenommen. Der Name der 1993 gegründeten Holdinggesellschaft lautete Conrail Inc.:3
Bestimmte gemeinsame Aktivitäten und Anlagen der Frachtgesellschaften CSX Transportation und Norfolk Southern Railway sind seit 1999 in der Holdinggesellschaft Conrail Shared Assets LLC mit Sitz in Mount Laurel, New Jersey, gebündelt. Ihre Rangiergesellschaft Conrail Shared Assets Operations betreibt drei Teilnetze (shared assets areas) in den Ballungsräumen North Jersey, South Jersey/Camden/Philadelphia und Detroit. Sie ist aus wettbewerbsrechtlichen Gründen betrieblich unabhängig von den beiden Eigentümergesellschaften organisiert.

## Geschichte
Die Eisenbahngesellschaft Penn Central Transportation meldete am 21. Juni 1970 ihren Bankrott an. Sie war erst 1968 aus den zwei früheren Rivalen New York Central Railroad (NYC) und Pennsylvania Railroad (PRR) gebildet worden. Die amerikanische Eisenbahnbranche hatte gehofft, die nach dem Zweiten Weltkrieg offenkundig gewordene strukturelle Krise der vertikal integrierten privaten Bahngesellschaften durch Fusionen lösen zu können. Der Bankrott der Penn Central und einiger weiterer Gesellschaften wegen fehlender Liquidität machte deutlich, dass es für die Anpassung der Eisenbahnbranche an veränderte Anforderungen keinen marktbasierten Weg gab. Es bestand für die ganze Großregion die Gefahr, vom Schienennetz abgeschnitten zu werden.
Um das Problem zu lösen, schaltete sich die Bundesregierung in die Planung eines zukunftsfähigen Eisenbahnnetzes ein. In der United States Railway Association bündelte sie die dafür nötige Fachkenntnis. Nach Beratungen schuf die Regierung die Bahngesellschaft Conrail als ein Monopol. Conrail erhielt das für den Betrieb notwendige Vermögen der alten Bahngesellschaften und nahm zum 1. April 1976 den Geschäftsbetrieb auf.

### Grundlagen
Die Consolidated Rail Corporation wurde auf Grundlage des 1973 verabschiedeten Bundesgesetzes Regional Rail Reorganization Act gegründet. Zunächst war die Verstaatlichung der zahlungsunfähigen Bahngesellschaften im Nordosten der Vereinigten Staaten angedacht. Die Industrievereinigung der großen Gütereisenbahnen von Nordamerika, die Association of American Railroads, übte erfolgreich Einfluss dahingehend aus, eine privatrechtlich verfasste, aber mit staatlichen Mitteln ausgestattete Auffanggesellschaft zu gründen.
Als überwiegend staatseigene Eisenbahngesellschaft erhielt die Consolidated Rail Corporation 1976 durch den Railroad Revitalization and Regulatory Reform Act den gesetzlichen Auftrag, einen von der unabhängigen Regierungsorganisation United States Railway Association formulierten Plan für die Zukunft der Eisenbahnen im Nordosten der Vereinigten Staaten umzusetzen.
Maßgeblich für die Bewertung des geschäftlichen Erfolgs war dabei in den 1980er Jahren unter der Regierung Reagan die finanzielle Effizienz, nicht ein hoher Anteil der Eisenbahn am gesamten Verkehrsaufkommen (Modal Split), ein verlässlich getakteter Fahrplan oder die Erschließung neuer Gebiete.
Nach der weiteren Deregulierung der amerikanischen Eisenbahnbranche durch den Staggers Rail Act 1980 erzielte die Consolidated Rail Corporation ab 1983 Gewinne. Der Staggers Rail Act erlaubte es den Eisenbahnunternehmen, ihre Berechnungsmethode auf das Vollkostenprinzip umzustellen: Die Frachtraten konnten für jeden Streckenabschnitt einzeln festgelegt werden, anstatt eine Quersubventionierung unprofitabler durch profitable Strecken vorzuschreiben. Zeigte ein Eisenbahnunternehmen, dass sich eine Strecke absehbar nicht in die Gewinnzone bringen ließ, konnte es sie stilllegen oder abgeben. Dies war nach den vorherigen Regularien der Interstate Commerce Commission so nicht möglich gewesen.
Teile des insgesamt steigenden Frachtaufkommens wurden mithilfe der neuen Möglichkeiten des intermodalen Verkehrs in ISO-Containern auf die Straße verlagert und auf der Schiene möglichst effizient in Ganzzügen bewegt. Neue Gewerbeansiedlungen konnten auf zuvor nicht industriell genutzten Flächen im Hinterland außerhalb der alten, an die Eisenbahn angebundenen Industriestädte des Manufacturing Belt erfolgen.

Streckennetz von Conrail gemäß Final System Plan von 1975. Gegenüber dem tatsächlich zum 1. April 1976 übernommenen Streckennetz fehlen auf diesem Plan einige Verbindungen, insbesondere die Strecken der Erie Lackawanna Railroad, aber auch Penn Central-Nebenbahnen in Delaware.

### Übernommene Eisenbahnunternehmen

Stammbaum der Vorgänger- und Nachfolgegesellschaften der Conrail (nach Loving 2006)

Conrail übernahm als staatliche Auffanggesellschaft von den bankrotten Gesellschaften die Eisenbahninfrastruktur und das Rollmaterial und betrieb sie in eigener Regie. Die Infrastruktur und der Verkehr folgender bankrotter Eisenbahngesellschaften wurde übernommen:
- Central Railroad of New Jersey
- Erie Lackawanna Railroad
- Lehigh and Hudson River Railway
- Lehigh Valley Railroad
- Monongahela Railway (seit 1993)
- Penn Central
- Pennsylvania-Reading Seashore Lines
- Raritan River Railroad (seit 1980)
- Reading Company

### 1976–1999
Das Unternehmen wurde am 25. Oktober 1974 auf Veranlassung der United States Railway Association am Hauptsitz der Penn Central, in deren firmeneigenem Hochhausviertel Penn Center über Philadelphias Suburban Station, eingetragen.:3:7 Betriebsbeginn war der 1. April 1976. Im ersten Jahr verkehrten durchschnittlich 1.500 Güterzüge pro Tag.:7 Die Bilanzsumme betrug 3,21 Milliarden Dollar.:13 Das Vermögen belief sich auf 2,4 Milliarden US-Dollar:14 (entspricht rund 11,5 Milliarden Dollar im Jahr 2023).
In der Folgezeit wurde das Netz durch Stilllegungen und Verkäufe optimiert: Die Streckenlänge sank auf ungefähr die Hälfte und die Zahl großer Rangier- und Güterbahnhöfe von über 250 auf unter 50. Die Zahl der Beschäftigten wurde von 95.000:7 auf 20.000 reduziert. Außerdem wurde der Lokomotivbestand erneuert und um 57 % verkleinert. Parallel sank von 1976 bis 1981 die Frachtmenge um über die Hälfte auf weniger auf 200 Millionen tons pro Jahr.
Im Jahr 1981 erhielt das nach erheblichen staatlichen Investitionen weiterhin Verluste einfahrende Unternehmen zusätzliche Hilfen und Steuerbefreiungen. In den Folgejahren schrieb das Unternehmen zum ersten Mal schwarze Zahlen.

#### Personenverkehr

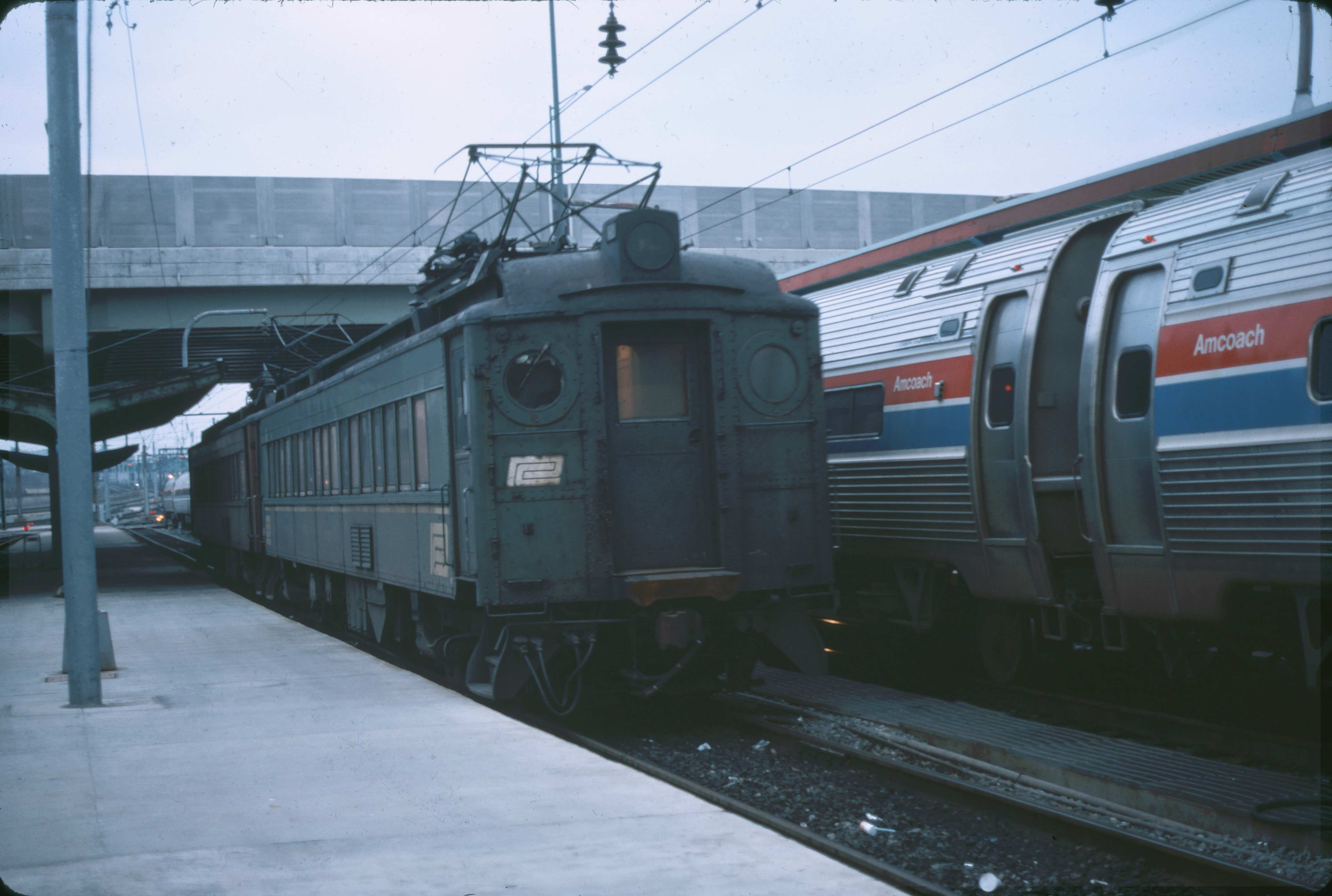
Conrail begann mit überaltertem Material wie hier MP54-Elektrotriebwagen der Penn Central in Washington Union Station. Rechts neue Amfleet-1-Wagen auf Amtraks Nordostkorridor. (1978)

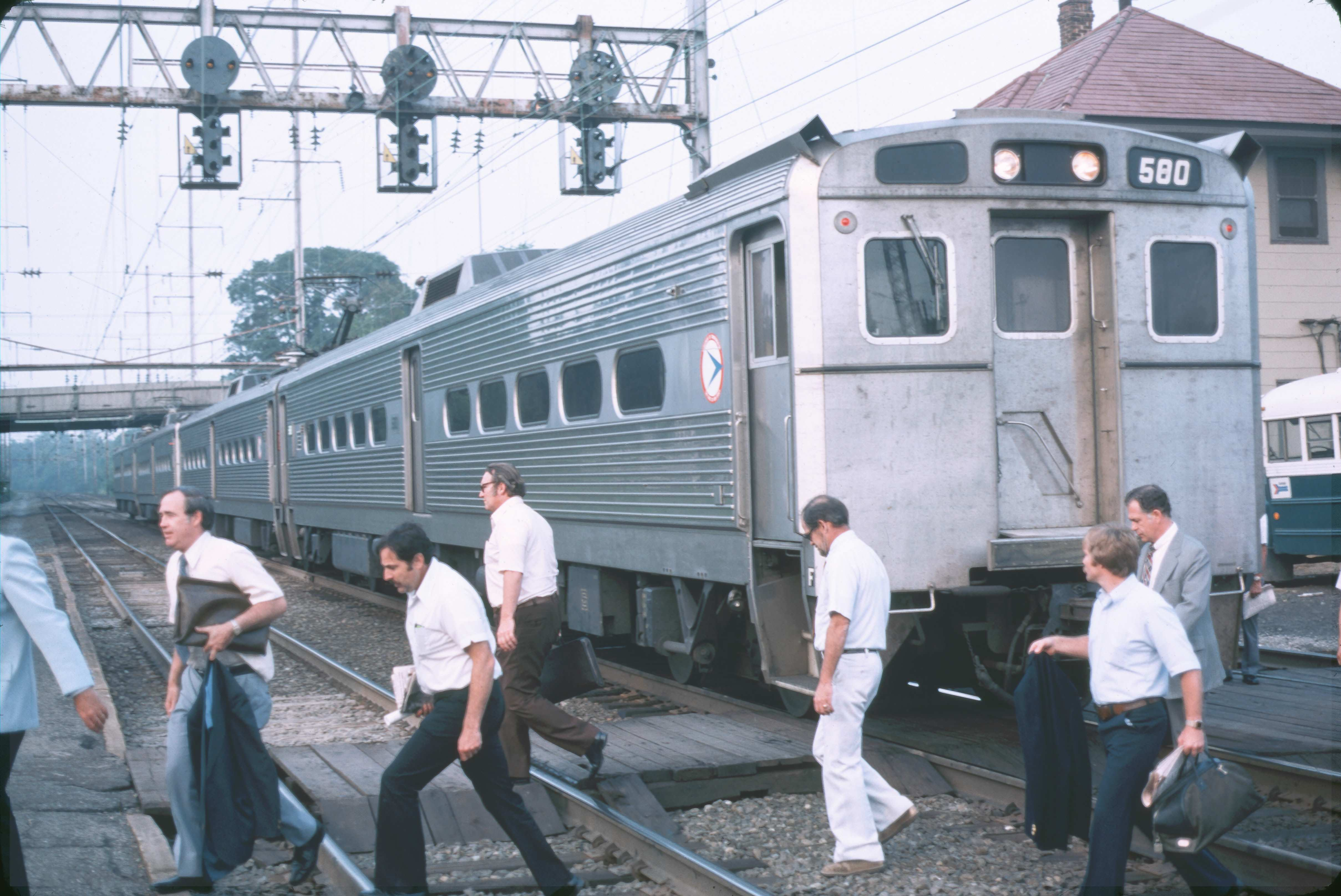
Conrail-Nahverkehrszug in Bowie (Maryland) bei Washington, D.C. (1978)

Durch den Bankrott der größten privaten Eisenbahngesellschaften stand zu Anfang der 1970er Jahre der Schienenpersonenfernverkehr der Vereinigten Staaten, mit Ausnahme von Verbindungen einzelner noch funktionierender Gesellschaften, vor dem Ende. Die Bundesregierung gründete auf Grundlage des 1970 verabschiedeten Rail Passenger Service Act die National Railroad Passenger Corporation, die 1971 unter der Marke Amtrak den Betrieb aufnahm. Sie sollte eine Grundversorgung sicherstellen. Erwartet wurde, dass Amtrak lediglich den Niedergang verwalten, im besten Fall aber die Fernzüge mit Gewinn betreiben und an die privaten Betreiber zurück übergeben würde – was beides so nicht eintrat.
Bei Conrail machte im ersten Betriebsjahr 1976 der Personenverkehr rund 360 Millionen Dollar des Bruttoerlöses von 2,45 Milliarden Dollar aus, weniger als im Frachtbereich der Erlös aus dem Transport von Erzen, Kohle und Koksprodukten, mehr als dem von landwirtschaftlichen Erzeugnissen.:13
Ermächtigt durch den 1981 verabschiedeten Northeast Rail Service Act durfte sich Conrail zum Ende des Jahres 1982 von Nah- und Pendlerverkehrsdiensten trennen. Die Aufgabenträgerschaft wurde in den fünf großen Ballungsgebieten entlang des Nordostkorridors von den Bundesstaaten bzw. deren Gebietskörperschaften und Verkehrsgesellschaften übernommen. Von Süd nach Nord waren dies:
- Im Raum Washington, D.C./Baltimore unter dem Namen Maryland Area Rail Commuter (MARC). Mit der Betriebsführung wurde Amtrak beauftragt. Ab 2012 betrieb Bombardier Transportation zwei der drei Linien, seit der Übernahme Bombardiers durch Alstom ist letztere durch einen zunächst bis 2028 laufenden Verkehrsvertrag der Betreiber (Stand 2023).
- Im Großraum Philadelphia betreibt seit 1983 das Eisenbahnverkehrsunternehmen SEPTA Regional Rail im Auftrag der Southeastern Pennsylvania Transportation Authority (SEPTA) die Aufgaben im Nahverkehr. Bis Jahresende 1982 hatte Conrail in Nachfolge der Penn Central den Betrieb im Auftrag der SEPTA durchgeführt.
- In New Jersey wurden die Aktivitäten der staatlichen Verkehrsgesellschaft NJ Transit um die bisherigen Conrail-Dienste erweitert, das Eisenbahnverkehrsunternehmen heißt NJ Transit Regional Rail Operations.
- In den Bundesstaaten New York und Connecticut übernahm die Metro-North Railroad, eine Tochter der staatlichen Verkehrsgesellschaft Metropolitan Transportation Authority (MTA), den Conrail-Nahverkehr u. a. auf der New Haven Line.
- Im Raum Boston zeichnet die Massachusetts Bay Transportation Authority mit ihrem in MBTA Commuter Rail gebündelten Schienenpersonennahverkehr verantwortlich.

#### Mischverkehr auf dem Nordostkorridor
Die Planer der United States Railway Association hatten versäumt, Streckenrechte zwischen Conrail und der solventen Bahngesellschaft Chessie System zu vereinbaren. Die Conrail-Güterzüge mussten daher im Chessie-Gebiet zwischen Philadelphia, Baltimore und Washington, D.C. auf Amtraks Nordostkorridor fahren, zumal anderenfalls ein als zu teuer erachteter Ausbau paralleler Chessie-Strecken erforderlich geworden wäre. Nur im nördlichen Abschnitt zwischen Philadelphia und Newark existierten Fahrmöglichkeiten über Strecken der Conrail-Vorgängergesellschaften, die aber nicht elektrifiziert waren.
Amtrak als neuer Eigentümer des Nordostkorridors setzte die Benutzungsgebühren überdurchschnittlich hoch an und so Conrail unter Druck, die Güterzüge vom Korridor abzuleiten. Der elektrifizierte Nordostkorridor blieb aber attraktiv für elektrisch beförderte Conrail-Güterzüge.
Der schwere Eisenbahnunfall bei Chase mit einem Amtrak-Reisezug und einem Conrail-Lokzug am Jahresbeginn 1987 warf einerseits ein Schlaglicht auf den Streckenzustand und auf nachlässige Betriebspraktiken und war andererseits ein Wendepunkt, nach dem die Entmischung von Güter- und Reisezugverkehr als vordringliche Aufgabe begriffen wurde. Conrail setzte dies bis zum Jahr 1989 um und erreichte so 13 Jahre nach Gründung die langfristige Neuordnung der Verkehrsströme. Nur in Maryland und Delaware fährt nach wie vor mangels Ausweichstrecken eine kleine Zahl von Güterzügen im Mischverkehr auf dem Nordostkorridor.

#### Privatisierung

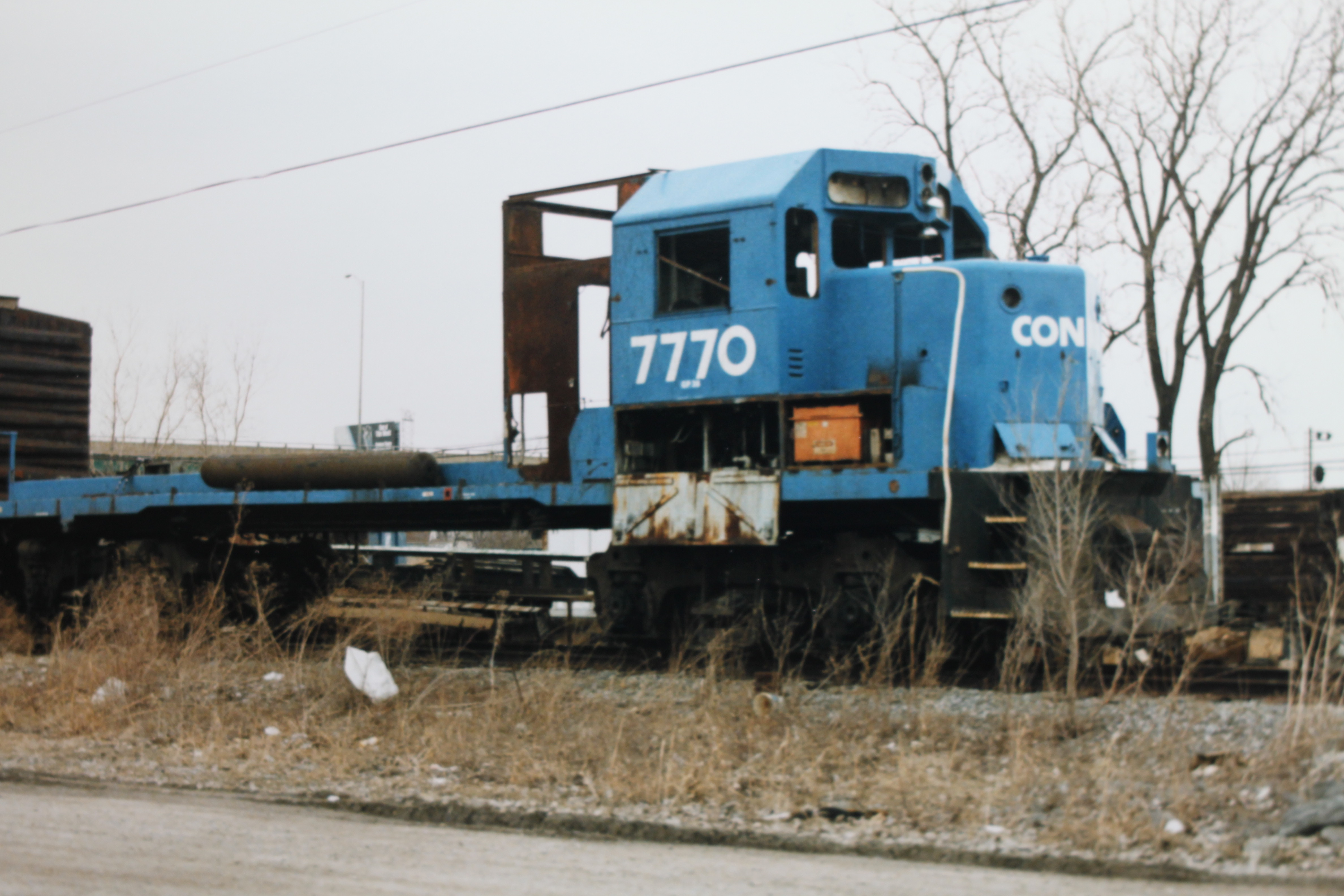
Zerlegte Conrail-Lokomotive (1988)

Mitte der 1980er Jahre wollten Norfolk Southern und CSX Transportation Conrail aufkaufen. Die Gewerkschaften und ein Teil der Aktionäre beider Gesellschaften wurden sich nicht einig. Verkehrsministerin Elizabeth Dole wurde dafür kritisiert, Norfolk Southern das Unternehmen unter Wert anzubieten. Der Kongress beschloss, den 85-prozentigen Staatsanteil an der Conrail an die Börse zu bringen, und verabschiedete dazu den Conrail Privatization Act, der überdies die United States Railway Association auflöste. Der Börsengang im Jahr 1987 war mit 1,65 Milliarden US-Dollar (entspricht fast 4,5 Milliarden Dollar im Jahr 2023) der bis dahin größte in den USA.
1993 wurde die Holdinggesellschaft Conrail Inc.:3 als neue Muttergesellschaft der Betriebsgesellschaft Consolidated Rail Corporation gegründet.
Infolge des wirtschaftlichen Erfolges in den 1990er Jahren wurde Conrail wieder zum Ziel einer Übernahmeschlacht zwischen Norfolk Southern und CSX. Im Jahre 1997 kamen die beiden Unternehmen überein, die Conrail-Anteile gemeinsam zu übernehmen und die Vermögenswerte im Verhältnis 58 Prozent zu 42 Prozent aufzuteilen. Norfolk Southern bekam wesentliche Teile der Anlagen der früheren Pennsylvania Railroad, CSX der New York Central Railroad.
Diese Übernahme erfolgte zum 6. Juni 1998. Endgültiges Betriebsende der Conrail als eigenständiger Gesellschaft war der 31. Mai 1999. Rückblickend wird diese Conrail, ein integrierter Schienennetzbetreiber und eine Güterbahn mit einem Monopol im eigenen Bedienungsgebiet, als „Big Conrail“ betitelt.

### Seit 1999

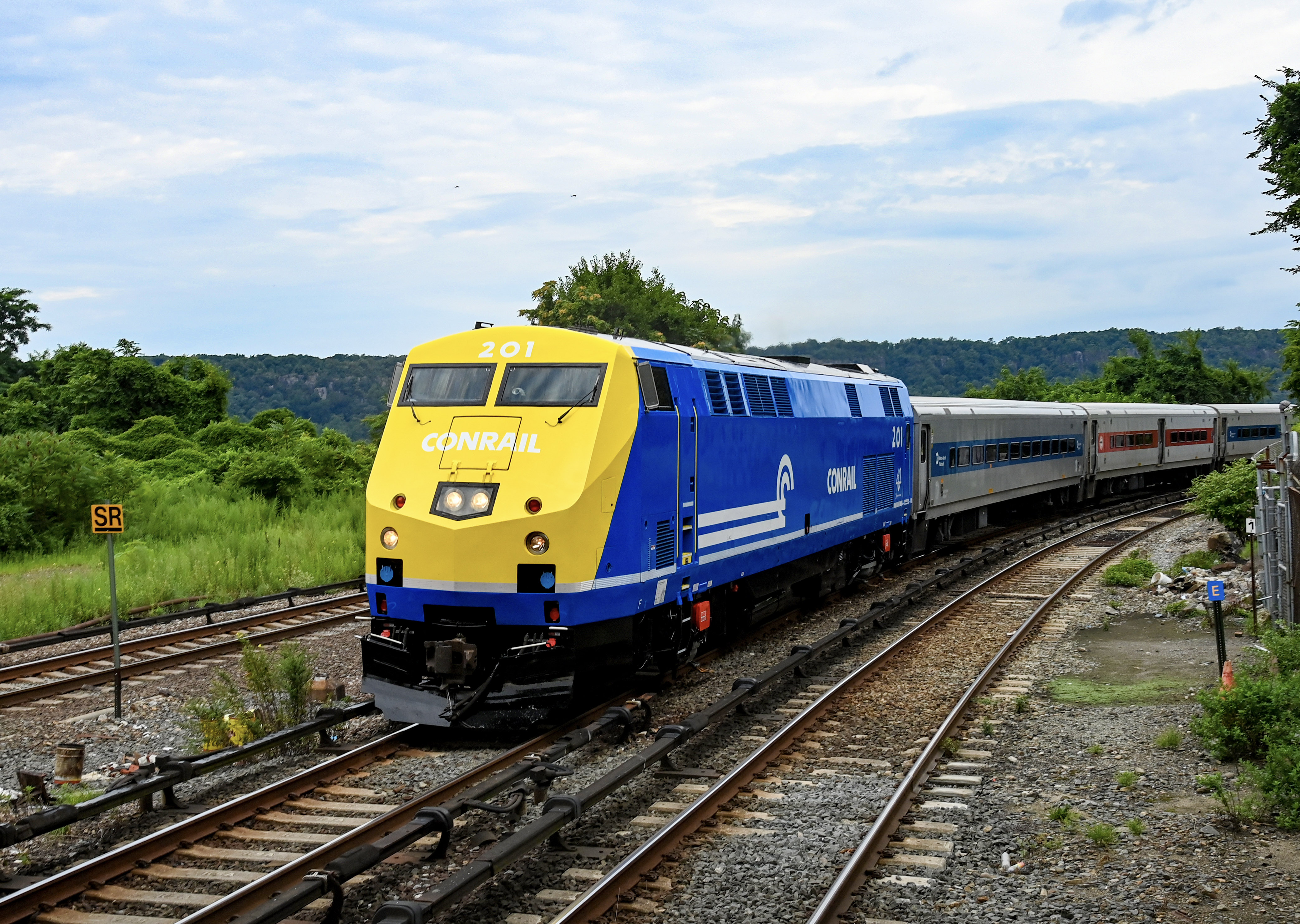
Lokomotive der Metro-North (2023) in Conrail-Farben zur Erinnerung an den Betriebsübergang 40 Jahre zuvor

Der Kurzname Conrail blieb über diesen Termin hinaus erhalten. Conrail Shared Assets Operations (CSAO) dient, klassifiziert als eine Terminal Railroad, als Betriebs- und Infrastrukturgesellschaft. Sie betreibt Güterverkehr in den drei gemeinsam von CSX und Norfolk Southern bedienten Gebieten von Detroit, von Philadelphia/Camden und von Newark/nördliches New Jersey im Nordostkorridor.
Dieser aufgeteilte Betrieb findet unter Aufsicht der Kartellbehörde Surface Transportation Board statt. Es sollen einerseits die Frachtkunden das für den Weitertransport gewünschte Unternehmen frei wählen können, während andererseits die stark frequentierten Bahnanlagen in den Ballungsräumen von Doppelbedienungen und unnötigen Rangierbewegungen, bei denen jedes Frachtunternehmen nur die eigenen Kunden anfahren würde, entlastet werden.
Als Verbindung der New Yorker Insel Staten Island mit dem Festland von New Jersey wurde durch CSAO ein Abschnitt einer früheren Zweigstrecke der Baltimore and Ohio Railroad, die nur für Frachtverkehr genutzte North Shore Line der Staten Island Railway, mitsamt der Arthur Kill Vertical Lift Bridge, der größten Hubbrücke der Welt, reaktiviert und modernisiert.

## Unternehmensleitung
- Juni 1975–1. Januar 1981: Edward G. Jordan, Chairman und CEO; bis 26. September 1975 auch Präsident[13][14]
- 26. September 1975–26. Juni 1978: Richard D. Spence, Präsident[15]
- 14. Februar 1979–31. Dezember 1987: Stuart M. Reed, Präsident
- 1. Januar 1981–1. Januar 1989: L. Stanley Crane, Chairman und CEO
- 7. März 1988–12. Februar 1989: Richard D. Sanborn, Präsident, ab 1. Januar 1989 Chairman, Präsident und CEO
- 12. Februar 1989–4. April 1989: Stanley E. G. Hillman, Chairman (kommissarisch)
- 4. April 1989–15. Mai 1996: James A. Hagen Chairman, Präsident und CEO, Präsident bis September 1994, CEO bis März 1995
- 15. Mai 1996–22. August 1998: David M. LeVan Präsident seit September 1994, CEO seit März 1995 und Chairman seit 1996
- 22. August 1998–1. Februar 2001: Tim O’Toole, Präsident
- 1. Februar 2001–1. Januar 2004: Gregory R. Weber, Präsident
- 1. Januar 2004–1. April 2017: Ronald L. Batory, Präsident und COO[16]
- 1. April 2017–April 2021: Timothy Tierney, Präsident und COO
- seit April 2021: Brian E. Gorton, Präsident und COO

## Öffentlichkeitsarbeit
Die Lokomotiven der Conrail waren in der Farbe Königsblau lackiert, was das Unternehmen von allen Wettbewerbern abheben sollte. Nach einer Findungsphase wurde der PU-Lack Dupont Imron 99T-42P verwendet. Das Conrail-Logo wurde bei Siegel+Gale entworfen.
Die Werbeagentur Ogilvy & Mather erstellte von 1976 bis 1990 Werbeanzeigen, die sich an Geschäftskunden richteten und Conrail als zuverlässiger und leistungsfähiger als die Vorgängergesellschaften darstellen sollten.:4

### Podcast
- Understanding Conrail with Brian Gorton. (Audio; 42:38 Minuten) In: The Logistics Of Logistics. 29. Dezember 2021 (amerikanisches Englisch). Gastgeber Joe Lynch im Gespräch mit Conrails Chief Operating Officer Brian E. Gorton.